# Абрами (Білорусь)
Абрами (біл. вёска Абрамы) — село в складі Мядельського району Мінської області, Білорусь. Село підпорядковане Нарачанській сільській раді, розташоване в північній частині області.